# Katie Featherston
Katie Dianne Featherston (née le 20 octobre 1982) est une actrice américaine.

## Vie privée
Featherston a fréquenté la Southern Methodist University où elle apprit le métier d'actrice. Elle a obtenu un bac en beaux-arts en 2005 et a ensuite déménagé pour vivre à Los Angeles.
Elle se décrit elle-même comme fan de film d'horreur, citant L'Exorciste, Candyman et Les Dents de la mer comme ses préférés.

## Carrière
Katie Featherston, comme Micah Sloat, a participé à l'audition de Paranormal Activity en répondant à une petite annonce du site Craigslist. Le film, dans lequel elle partage la vedette avec Micah Sloat, a engrangé à ce jour près de 200 millions de dollars de recette. Elle a travaillé comme serveuse dans la chaine de restauration Buca di Beppo à l'Universal CityWalk jusqu'au succès phénoménal de Paranormal Activity fin 2009.
En octobre 2009, Katie Featherston a signé avec l'Agency for the Performing Arts (APA). Elle est aussi représentée par Elevate Entertainment.
Elle revient ensuite dans Paranormal Activity 2 toujours dans le rôle de Katie puis dans Paranormal Activity 3, Paranormal Activity 4 et Paranormal Activity: The Marked Ones où elle fait de brèves apparitions. En revanche, elle ne sera pas de retour dans le dernier volet de la saga Paranormal Activity: The Ghost Dimension.

## Filmographie
- 2006 : Mutation
- 2009 : Paranormal Activity : Katie
- 2010 : Paranormal Activity 2 : Katie
- 2011 : Paranormal Activity 3 : Katie
- 2012 : Paranormal Activity 4 : Katie
- 2013 : Paranormal Activity: The Marked Ones : Katie

## Télévision
- 2012 : The River : Rosetta « Rabbit » Fischer
- 2012 : L'Ombre de la peur (téléfilm)

## Nomination
- 2010 : MTV Movie Awards : Performance la plus effrayante pour Paranormal Activity.